# Kommende Schlatt

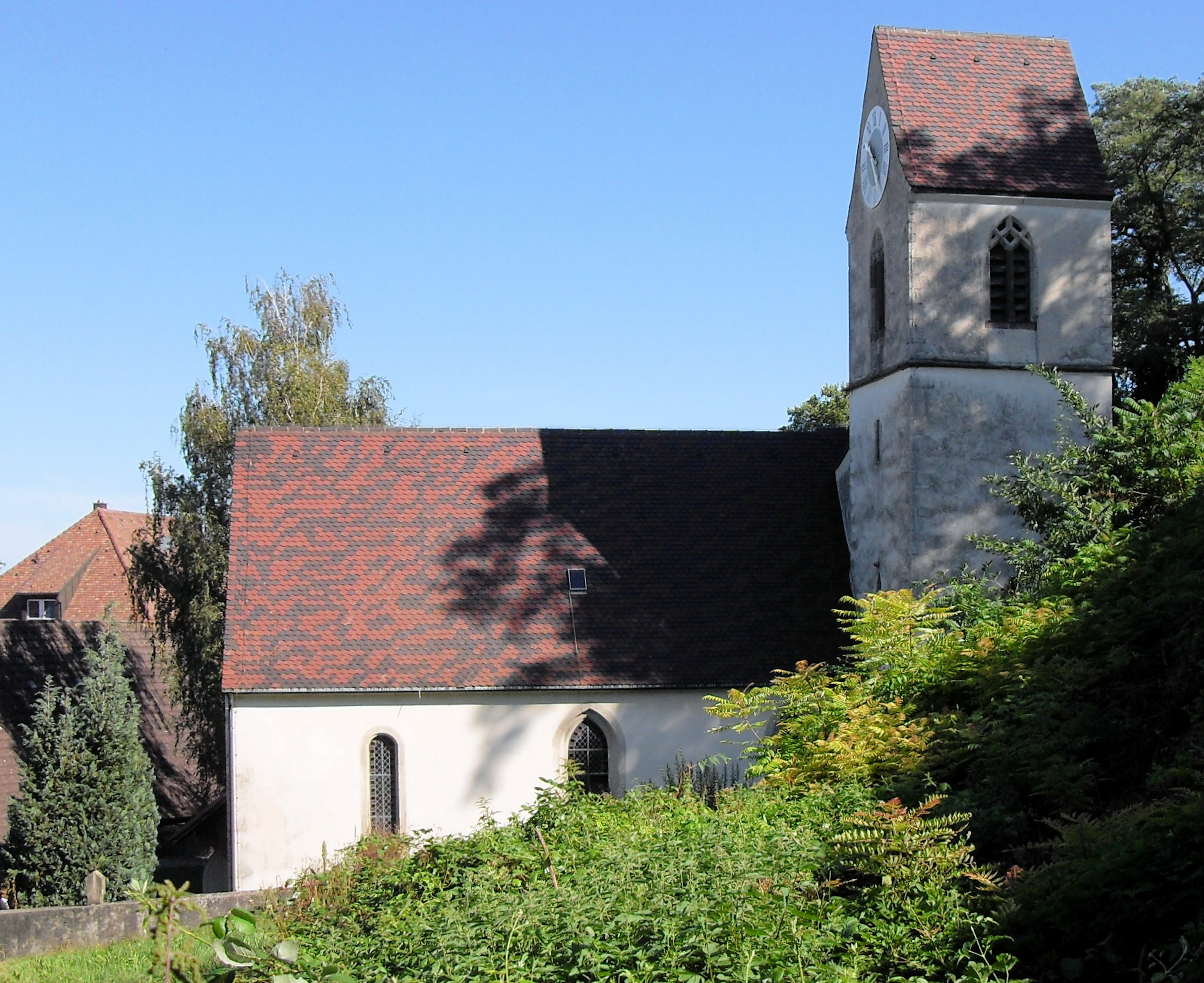
Dorfkirche St. Sebastian Schlatt

Die Kommende Schlatt war eine Niederlassung des Lazarus-Ordens (Militärischer und Hospitalischer Orden des Heiligen Lazarus von Jerusalem) in Schlatt bei Bad Krozingen im Landkreis Breisgau-Hochschwarzwald in Baden-Württemberg. Sie entstand um/nach 1250 und war somit vermutlich die späteste Gründung innerhalb des Regionalverbandes der Oberen Häuser (Schlatt, Gefenn und Uri) innerhalb der Ordensprovinz Alemannia des Lazarus-Ordens. Schon Ende des 13. Jahrhunderts lässt sich neben dem Männerkonvent auch ein Frauenkonvent feststellen. 1362 verkauften der Komtur Konrad von Friesen und die Priorin Ida von Wassen die Ordensbesitzungen in Schlatt an das Johanniterordenshaus in Freiburg i. Br. und traten zum Johanniterorden über. Die Kommende Schlatt des Lazarus-Ordens war damit aufgelöst.

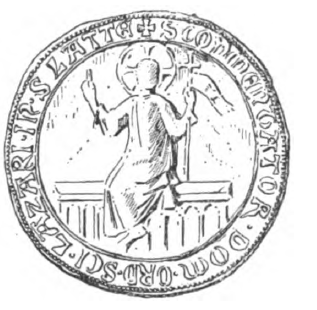
Siegel des Lazaritenhauses Schlatt (aus Poinsignon, 1884)

## Lage
Schlatt liegt rund 13 km südwestlich von Freiburg im Breisgau und 2 km nordwestlich von Bad Krozingen. Die Lage des Ordenshauses innerhalb der Ortschaft ist nicht mehr bekannt.

## Geschichte
Wann das Lazariterhaus in Schlatt gestiftet wurde, ist nicht bekannt. Eine Stiftungsurkunde vom 28. Februar 1220 hat sich als Fälschung vom Ende des 13. Jahrhunderts erwiesen. Die erste sichere (und echte) Urkunde, in der das Ordenshaus Schlatt genannt wird, stammt aus dem Jahr 1271.

### Die gefälschte Stiftungsurkunde von 1220
Nach der gefälschten Urkunde von 1220 sollen drei Herren von Staufen, der Marschall Gottfried und sein Sohn Otto sowie sein Bruder Werner, die Kirche St. Sebastian in Schlatt dem Lazarus-Orden geschenkt haben, um dort einen Konvent von Brüdern und Schwestern einzurichten. Sie hätten auf dem Dritten Kreuzzug (1189–1192) im Heiligen Land den Lazarus-Orden kennen gelernt. Aus Bewunderung darüber, dass die Brüder der Lazariten in den Schlachten mit großer Tapferkeit gegen die unreinen Sarazenen kämpften, gelobten sie diese Schenkung. Nach dieser legendenhaften Erzählung soll ein Ritter Heinrich von Ambringen der Einrichter des Lazariterhauses gewesen. Dieser Heinrich ist nun keine Legendenfigur, sondern im Seedorfer Nekrologium unter dem 31. Januar eingetragen, allerdings ohne Jahr. Er ist sehr wahrscheinlich mit dem Ritter Heinrich von Ambringen identisch, der sich von 1239 bis 1250 urkundlich nachweisen lässt, meist im Umfeld der Stifterfamilie der Herren von Staufen. Brigitte Degler-Spengler schließt deshalb einen wahren Kern der gefälschten Urkunde nicht ganz aus. Die Stifter könnten tatsächlich auf einem Kreuzzug, etwa dem Kreuzzug Friedrichs II. (1228 bis 1229) gewesen sein. Der Ritter Heinrich von Ambringen könnte nach 1250 in den Lazarus-Orden eingetreten sein und die Einrichtung des Ordenshauses vorgenommen haben. Sie setzt die Gründung des Schlatter Ordenshauses daher nicht vor 1250 an; Schlatt wäre danach die letzte Gründung innerhalb des Regionalverbandes der Oberen Häuser des Lazarus-Ordens gewesen.
Aloys Schulte, der 1886 die Fälschung aufdeckte, datierte die Fälschung auf die Zeit nach 1300. Neuere Arbeiten gehen dagegen davon aus, dass sie noch im 13. Jahrhundert entstand. Rainer Hugener hält es sogar für denkbar, dass die gefälschte Gründungsurkunde als Grundlage für die echte Bestätigungsurkunde von 1277 gedient hat. Sie folgt in der Aufzählung der Personen der Fälschung. Als Vorlage für die Fälschung und dann folgend die Bestätigungsurkunde von 1277 wurde wahrscheinlich eine Urkunde von König Wilhelm von Holland für die Lazariter benutzt, die er 1248 ausgestellt hatte. Fälschung und Bestätigungsurkunde enthalten ganze Passagen fast wörtlich aus dieser Urkunde.

### Gesicherte Geschichte
Die erste echte Urkunde, die die Existenz des Schlatter Lazariterordenshaus belegt, stammt von 1271. Sie ist zugleich auch der Nachweis für die Vorrangstellung von Schlatt innerhalb des Regionalverbandes der Oberen Häuser (Schlatt, Gfenn und Uri) des Lazarus-Ordens. Schlatt wird dabei fast immer an erster Stelle in der Reihenfolge der drei Ordenshäuser genannt. Die Schlatter (Haus-)Kommendatoren (in der regionalhistorischen Literatur werden sie meist Komture genannt) waren bis fast zum Ende des Schlatter Ordenshauses zugleich Komture des Regionalverbandes der Oberen Häuser. Dies könnte darauf hindeuten, dass Schlatt in der zweiten Hälfte des 13. Jahrhunderts das größte der drei Oberen Häuser des Lazarus-Ordens war.
Am 11. November 1271 setzte Heinrich von Graba, Generalpräzeptor der Lazariter in Alemannien und von diesseits des Meeres einen Bruder Volbert zum Komtur der Häuser Schlatt, Gfenn und Uri ein. Die Urkunde wurde in Megersheim (Megorzheim) ausgestellt. Am 29. März 1272 verkündeten der Franziskanerbruder Conrad zu Luzern, Heinrich, Kirchherr und Dekan in Luzern und Conrad, der Leutpriester zu Hasle die Ernennung von Bruder Volbert zum Komtur der Lazariterhäuser Schlatt, Gfenn und Uri. Der Liber decimationis des Bistums Konstanz von 1275 bestätigt, dass die Lazariter im Besitz der Kirche von Schlatt waren und deren Rektor stellten. Das Jahreseinkommen der Kirche von Schlatt wird dabei mit 10 Mark Silber angegeben, ein sehr niedriger Wert.
Am 25. Februar 1277 bestätigten Gottfried der Ältere, sein Bruder Werner und der Großneffe Diethelm von Staufen die Schenkung und Stiftung an den Lazarus-Orden (fratribus et domui sancti Lazari Iherosolimitani ordinis beati Augustini). Ab diesem Jahr bis 1321 leitete nun Siegfried von Schlatt (Slatte) die Geschicke der Kommende Schlatt und später auch des Regionalverbandes der Oberen Häuser. Ob er seinen Zunamen vom Ort Schlatt erhielt oder ob er ein Angehöriger des niederadligen Geschlechtes von Schlatt war, ließ sich nicht ermitteln. Auf jeden Fall scheint er ein angesehener Mann gewesen zu sein. 1301 schlichtete er einen Streit zwischen dem Kloster St. Trudpert und dem Pfarrer im benachbarten Kirchhofen.
1288 übergab Ludwig Ederli den Zehnten von Schlatt an die Johanniterkommende Freiburg. Otto von Staufen als sein Lehensherr bestätigte die Schenkung und verzichtete seinerseits auf sein Anrecht auf den Schlatter Zehnten. Die Schenkung wurde wenige Tage später vom Konstanzer Bischof Rudolf bestätigt. Die Lazariten von Schlatt meinten, dass sie einen Anspruch auf den Zehnten hätten und brachten die Streitsache vor ein Schiedsgericht. Das Urteil ist nicht erhalten, anscheinend wurden sie jedoch abgewiesen.
1297 ist erstmals auch der weibliche Konvent in Schlatt belegt, als eine Schwester Anna, Tochter des Johannes der Schwabe von ihren Eltern Matten im Schlatter Bann erhält. Brigitte Degler-Spengler hält es für möglich, dass die Schlatter Niederlassung des Lazarus-Ordens von Anfang an ein Doppelkloster war. Wenn man davon ausgeht, dass die auf 1220 rückdatierte Fälschung die Grundlage der Bestätigung von 1277 war, so dürfte sie den damaligen Ist-Zustand beschreiben. Man darf wohl annehmen, dass der Frauenkonvent schon vor 1277 existierte. Es wurde angenommen, dass die Schwestern die weiblichen Insassen der Leprosien versorgten. Jedoch ist in keiner der Urkunden von einem Spital die Rede. Die Existenz eines Hospitals kann jedoch aufgrund der dünnen Urkundenlage auch nicht ausgeschlossen werden.
1298 vermachte Werner von Staufen dem Lazariterhaus in Schlatt zwei Joch Weinberge in Schlatt, genannt an der Hundhenke.
Am 1. Juli 1310 verkaufte Komtur Siegfried und der Konvent von Schlatt für 22 Mark Silber Güter in Schlatt an die Kinder des verstorbenen Hug Ederlin zu Freiburg und erhielten diese Güter als Erblehen zurück. Der Komtur Siegfried wird in dieser Urkunde auch als Bürger von Freiburg bezeichnet. Er ist der Autor des Seedorfer Statutenbuchs von 1314, in dem er im historischen Teil die Gesetze des Hauses St. Lazarus in Jerusalem aus den Jahren 1150 bis 1187 zusammenstellte. 1321 erließ er neue Gesetze für die Schwesternschaft im Ordenshaus Seedorf.
1330 erhielt die Lazariterschwester Anna von Tunsel eine Schenkung von Johann dem Gisinger, die von einem Bruder Johann des Ordenshauses bezeugt wurde. 1352 nahmen anscheinend die Geldnöte des Ordenshauses zu, als Komtur Peter und der Konvent jährliche Getreidezinse von Äckern in Schlatt verkaufen musste; er behielt sich aber ein Wiederkaufsrecht vor. 1354 musste er beurkunden, dass er als Pfleger des Ordenshauses dem Zisterzienserinnenkloster Günterstal einen jährlichen Zins von 11 Mütt schuldet. Der Pfleger Peter ist in dieser Urkunde als Bürger von Freiburg bezeichnet.
1360 bestätigte Papst Innozenz VI. noch alle Privilegien, Indulgentien, Freiheiten und Exemtionen, die der Orden erhalten hatte.
Wahrscheinlich war die drückende Schuldenlast die Ursache dafür, dass sich die Kommende 1362 auflöste bzw. zum Johanniterorden übertrat. Am 19. April 1362 verkauften der Gubernator und Präzeptor Konrad von Friesen und die Brüder und Schwestern des Schlatter Lazaritenhauses dem Johanniterhaus in Freiburg, vertreten durch den Komtur Dietrich von Keppenbach und den Prokurator Gerung Syfrid für 112 Gulden Haus, Hof und Kirche von Schlatt mit dem Zubehör und Patronat. Die Verkäufer hatten sich sogar die Zustimmung des Generalpräzeptors der Lazariten Johannes Comes eingeholt. Die Johanniter übernahmen außerdem die beträchtlichen Schulden des Ordenshauses, die sich auf 246 Goldgulden, 18 Mark Silber und 172 Scheffel verschiedenen Getreides beliefen. Conrad von Friesen stammt aus einem elsässischen Adelsgeschlecht.
In diesem Jahr baten der Komtur Konrad von Friesen und die Meister Ida von Wassen vom Lazaristenhaus in Schlatt den Bischof Heinrich III. von Konstanz um Erlaubnis, zum Johanniterorden überzutreten. Wahrscheinlich wurde der Bitte entsprochen, da in einem Konvent nicht verschiedene Ordensangehörige leben durften. Am 19. April 1362 wurde die Kommende Schlatt an die Johanniterkommende Freiburg übergeben. 1371 verkaufte Graf Egino IV. von Freiburg das gesamte Dorf Schlatt für 200 Goldgulden an den Johanniterorden, die somit ihren Grundbesitz in Schlatt weiter konsolidierten.
Die Gründe des Scheiterns dieser Niederlassung des Lazarus-Ordens lassen sich aus einer Urkunde des Konstanzer Bischofs Heinrich III. herauslesen, der noch im selben Jahr bestätigte, dass der Verkauf nach kanonischem Recht vonstattengegangen waren. Er nannte als Ursachen die schlechte Leitung durch die Komture oder Pfleger, die Uneinigkeit im Konvent, Streitigkeiten mit den Dorfbewohnern und die Unfruchtbarkeit der Besitzungen. Unter letzterem sind wohl eher die geringen Erträge aus den Besitzungen zu verstehen. Ein Jahr später 1363 bestätigte auch Gottfried von Staufen, dass das Lazaritenhaus in Schlatt, das seine Vorfahren gegründet hätten, rechtmäßig an die Johanniter übergegangen sei und verzichtete dabei auf das ihm gebührende ius patronatus, gwardie, vicedominatus et advocatie.

## Baulichkeiten
Von den Konventsgebäuden hat sich (oberirdisch) nichts erhalten. Der Frauenkonvent soll nach dem Verkauf als Pfarrhaus genutzt worden sein und im Dreißigjährigen Krieg zerstört worden sein. Nach Adolf Poinsignon sollen in den 1880er Jahren beim Bau einer Brauerei alte Grundmauern zu Tage gekommen sein, die zum alten Ordenshaus gehört haben sollen.
Erhalten ist dagegen die Kirche St. Sebastian, die heute Pfarrkirche des Dorfes Schlatt ist.

## Kommendatoren/Komture/Vorsteher
- 1271–1273: Bruder Volbert, Verbands- und Hauskomtur[4][5]
- 1273: Ulrich, Verbands- und Hauskomtur[3]
- 1277: Siegfried, Hauskomtur, ab 1282 bis 1321 Verbands- und Hauskomtur[3]
- ?Johann, er bezeugte eine Schenkung an eine Lazariterschwester, ist aber nicht ausdrücklich als Komtur bezeichnet, sondern nur als Bruder[3]
- 1334–1335: Ulrich von Ottikon, Verbands- und Hauskomtur[3]
- 1352–1354: Per, Komtur und Pfleger[3]
- 1362: Conradus de Friesen, letzter Gubernator et Präzeptor[3]